# کامیل کوسوفسکی
کامیل کوسوفسکی (لهستانی: Kamil Kosowski؛ زادهٔ ۳۰ اوت ۱۹۷۷) یک بازیکن فوتبال اهل لهستان است.
وی همچنین در تیم ملی فوتبال لهستان بازی کرده‌است.